# Glee: The Music, Volume 3 - Showstoppers
Glee: The Music, Volume 3 - Showstoppers é um álbum de trilha sonora da série americana Glee, que contém canções dos episódios quatorze ao vinte e um da primeira temporada da série, com exceção do quinze, lançado separadamente em The Power of Madonna. O álbum foi liberado em 18 de maio de 2010, em duas versões: uma padrão com quatorze faixas e uma deluxe com vinte. Showstoppers debutou na primeira posição da Billboard 200, com a venda de 136 mil cópias em sua primeira semana.

## Faixas

### Edição padrão
| N.º | Título                                                                      | Compositor(es)                                           | Artista original                                                          | Duração |  |
| 1.  | "Hello, Goodbye"                                                            | Lennon/McCartney                                         | The Beatles                                                               | 3:29    |  |
| 2.  | "Gives You Hell"                                                            | Nick Wheeler, Tyson Ritter                               | The All-American Rejects                                                  | 3:26    |  |
| 3.  | "Hello" (feat. Jonathan Groff)                                              | Lionel Richie                                            | Lionel Richie                                                             | 3:32    |  |
| 4.  | "One Less Bell to Answer / A House Is Not a Home" (feat. Kristin Chenoweth) | Burt Bacharach / Bacharach, Hal David                    | The 5th Dimension / Dionne Warwick                                        | 4:42    |  |
| 5.  | "Beautiful"                                                                 | Linda Perry                                              | Christina Aguilera                                                        | 3:59    |  |
| 6.  | "Physical" (feat. Olivia Newton-John)                                       | Steve Kipner, Terry Shaddick                             | Olivia Newton-John                                                        | 3:18    |  |
| 7.  | "Total Eclipse of the Heart" (feat. Jonathan Groff)                         | Jim Steinman                                             | Bonnie Tyler                                                              | 4:24    |  |
| 8.  | "Lady Is a Tramp"                                                           | Richard Rodgers, Lorenz Hart                             | Elenco do musical Babes in Arms                                           | 2:46    |  |
| 9.  | "One"                                                                       | Bono, The Edge, Adam Clayton, Larry Mullen               | U2                                                                        | 3:56    |  |
| 10. | "Dream On" (feat. Neil Patrick Harris)                                      | Steven Tyler                                             | Aerosmith                                                                 | 4:34    |  |
| 11. | "The Safety Dance"                                                          | Ivan Doroschuk                                           | Men Without Hats                                                          | 3:19    |  |
| 12. | "I Dreamed a Dream" (feat. Idina Menzel)                                    | Claude-Michel Schönberg, Alain Boublil, Herbert Kretzmer | Rose Laurens (francês) e Patti LuPone (inglês), no musical Les Misérables | 3:08    |  |
| 13. | "Give Up the Funk"                                                          | Jerome Brailey, George Clinton, Bootsy Collins           | Parliament                                                                | 4:25    |  |
| 14. | "Bad Romance"                                                               | Lady Gaga, RedOne                                        | Lady Gaga                                                                 | 4:54    |  |

### Edição deluxe
| Lista de faixas |                                                                             |                              |                                                                           |         |  |
| N.º             | Título                                                                      | Compositor(es)               | Artista original                                                          | Duração |  |
| 1.              | "Hello, Goodbye"                                                            | Lennon/McCartney             | The Beatles                                                               | 3:29    |  |
| 2.              | "Gives You Hell"                                                            | Wheeler, Ritter              | The All-American Rejects                                                  | 3:26    |  |
| 3.              | "Hello" (feat. Jonathan Groff)                                              | Richie                       | Lionel Richie                                                             | 3:32    |  |
| 4.              | "A House Is Not a Home"                                                     | Bacharach, David             | Dionne Warwick                                                            | 2:55    |  |
| 5.              | "One Less Bell to Answer / A House Is Not a Home" (feat. Kristin Chenoweth) | Bacharach / Bacharach, David | The 5th Dimension / Dionne Warwick                                        | 4:42    |  |
| 6.              | "Beautiful"                                                                 | Perry                        | Christina Aguilera                                                        | 3:59    |  |
| 7.              | "Home" (feat. Kristin Chenoweth)                                            | Charlie Smalls               | Stephanie Mills no musical The Wiz                                        | 3:31    |  |
| 8.              | "Physical" (feat. Olivia Newton-John)                                       | Kipner, Shaddick             | Olivia Newton-John                                                        | 3:18    |  |
| 9.              | "Total Eclipse of the Heart" (feat. Jonathan Groff)                         | Steinman                     | Bonnie Tyler                                                              | 4:24    |  |
| 10.             | "Lady Is a Tramp"                                                           | Rodgers, Hart                | Elenco do musical Babes in Arms                                           | 2:46    |  |
| 11.             | "One"                                                                       | Bono                         | U2                                                                        | 3:56    |  |
| 12.             | "Rose's Turn"                                                               | Jule Styne, Stephen Sondheim | Ethel Merman no musical Gypsy: A Musical Fable                            | 2:00    |  |
| 13.             | "Dream On" (featuring Neil Patrick Harris)                                  | Tyler                        | Aerosmith                                                                 | 4:34    |  |
| 14.             | "The Safety Dance"                                                          | Doroschuk                    | Men Without Hats                                                          | 3:19    |  |
| 15.             | "I Dreamed a Dream" (feat. Idina Menzel)                                    | Schönberg, Boublil, Kretzmer | Rose Laurens (francês) e Patti LuPone (inglês), no musical Les Misérables | 3:08    |  |
| 16.             | "Loser"                                                                     | Beck, Carl Stephenson        | Beck                                                                      | 3:47    |  |
| 17.             | "Give Up the Funk"                                                          | Brailey, Clinton, Collins    | Parliament                                                                | 4:25    |  |
| 18.             | "Beth"                                                                      | Peter Criss, Stan Penridge   | Kiss                                                                      | 2:37    |  |
| 19.             | "Poker Face" (feat. Idina Menzel)                                           | Lady Gaga, RedOne            | Lady Gaga                                                                 | 3:39    |  |
| 20.             | "Bad Romance"                                                               | Lady Gaga, RedOne            | Lady Gaga                                                                 | 4:54    |  |

## Solos vocais
- Lea Michele (Rachel) - "Hello, Goodbye", "Gives You Hell", "Hello", "Total Eclipse of the Heart", "One", 	"I Dreamed a Dream" e "Poker Face"
- Cory Monteith (Finn) - "Hello, Goodbye", "Total Eclipse of the Heart", "One", "A House Is Not a Home", "Loser" e "Beth"
- Amber Riley (Mercedes) - "Beautiful", "Lady Is a Tramp", "Give Up the Funk" e "Bad Romance"
- Mark Salling (Puck) - "Total Eclipse of the Heart", "Lady Is a Tramp", "Loser" e "Beth"
- Chris Colfer (Kurt) - "Give Up the Funk", "Bad Romance", "A House Is Not a Home" e "Rose's Turn"
- Matthew Morrison (Will) - "One Less Bell to Answer / A House Is Not a Home" e "Dream On"
- Kristin Chenoweth (April) - "One Less Bell to Answer / A House Is Not a Home" e "Home"
- Jonathan Groff (Jesse) - "Hello" e "Total Eclipse of the Heart"
- Idina Menzel (Shelby) - "I Dreamed a Dream" e "Poker Face"
- Kevin McHale (Artie) - "The Safety Dance"
- Jane Lynch (Sue) - "Physical"
- Olivia Newton-John (ela mesma) - "Physical"
- Neil Patrick Harris (Bryan) - "Dream On"
- Jenna Ushkowitz (Tina) - "Bad Romance"
- Dianna Agron (Quinn) - "Bad Romance"
- Naya Rivera (Santana) - "Bad Romance"

## Paradas musicais e certificações
| Parada (2010)            | Melhor posição |
| ------------------------ | -------------- |
| Australian Albums Chart  | 1              |
| Canadian Albums Chart    | 1              |
| Billboard 200            | 1(2x)          |
| Irish Albums Chart       | 1              |
| New Zealand Albums Chart | 4              |
| UK Albums Chart          | 3              |

| Região         | Fornecedor | Certificação (vendas necessárias) |
| -------------- | ---------- | --------------------------------- |
| Austrália      | ARIA       | Platina                           |
| Nova Zelândia  | RIANZ      | Ouro                              |
| Estados Unidos | RIAA       | Ouro                              |